# 内斯锡安纳

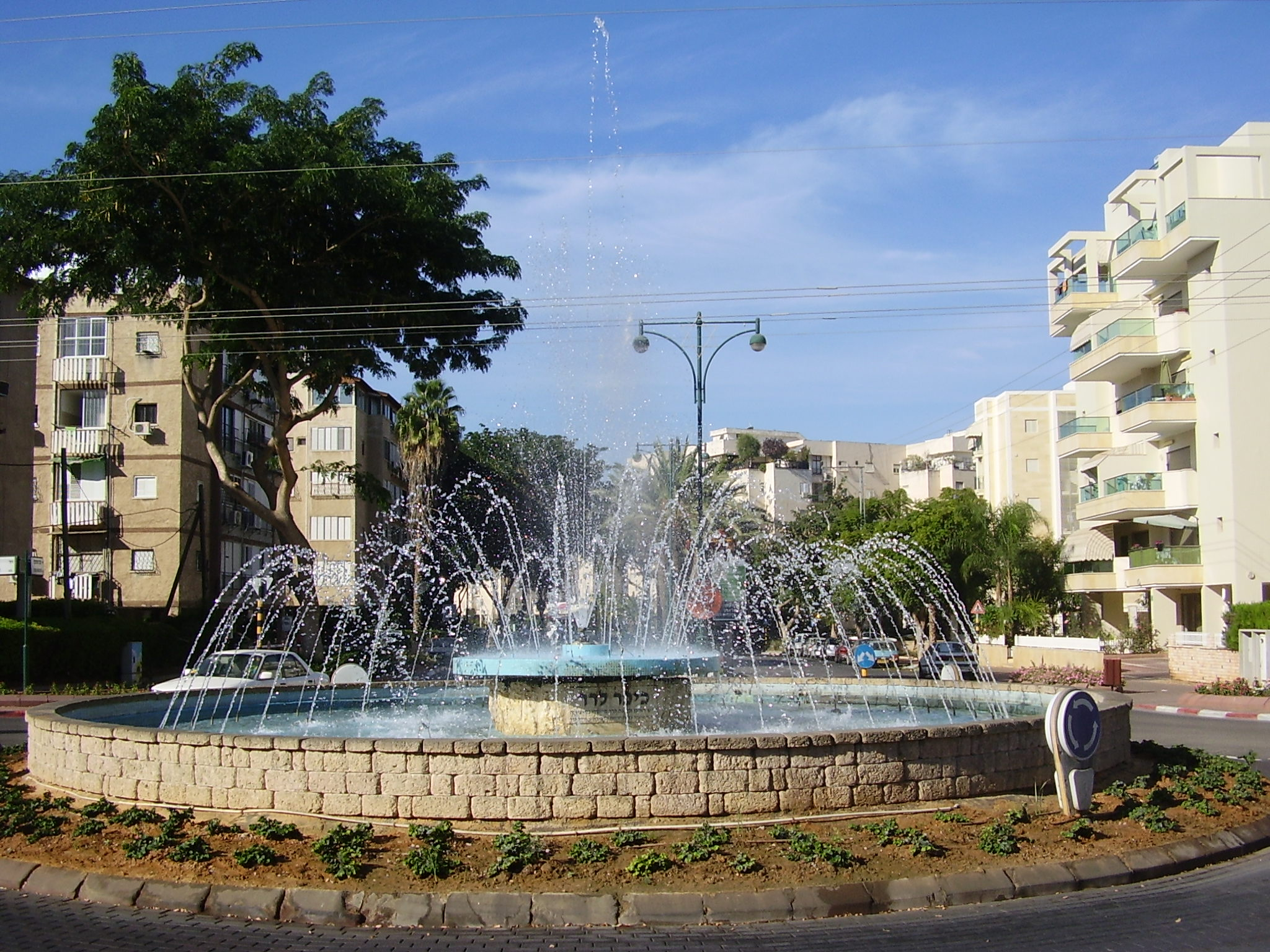

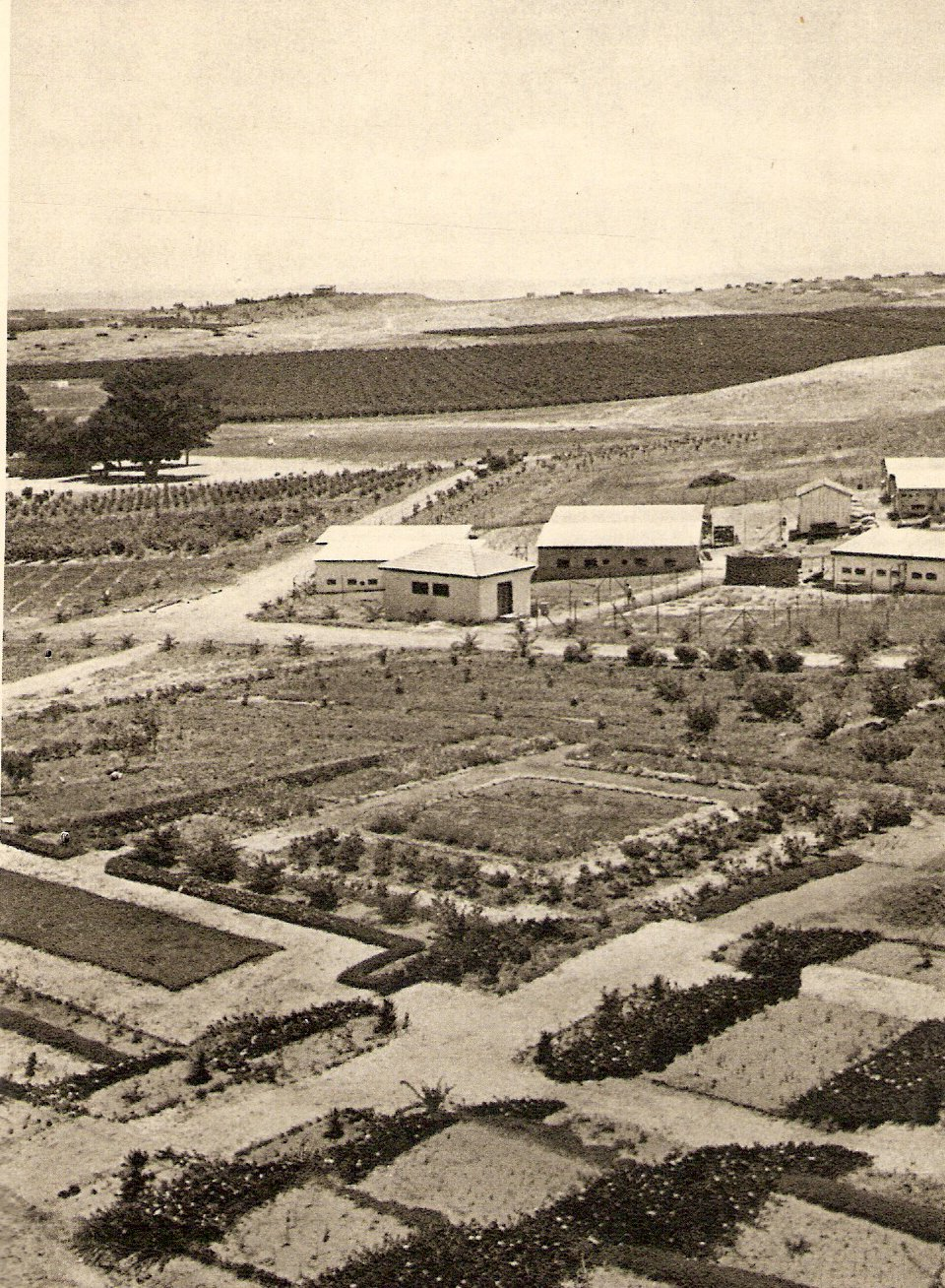

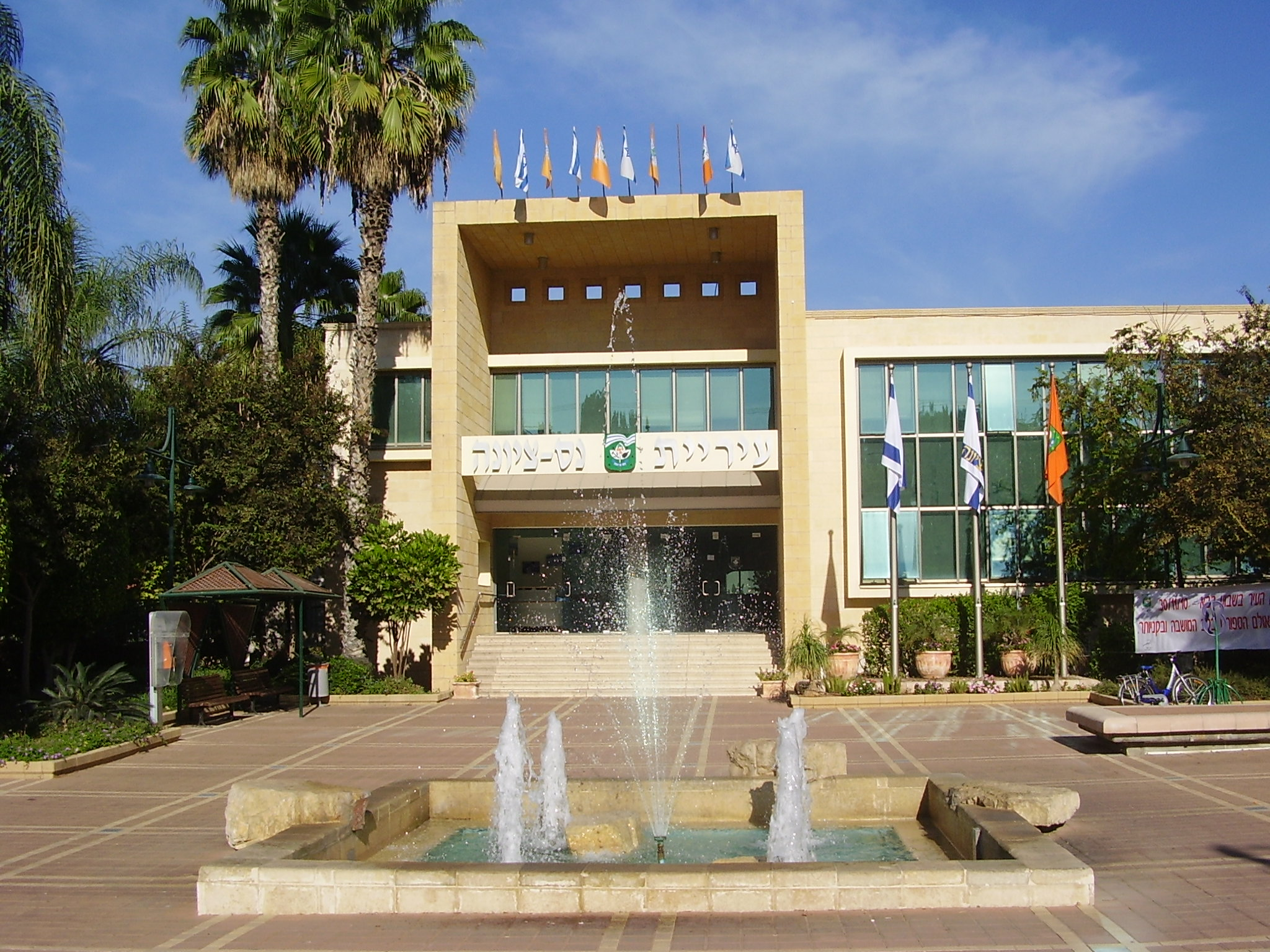

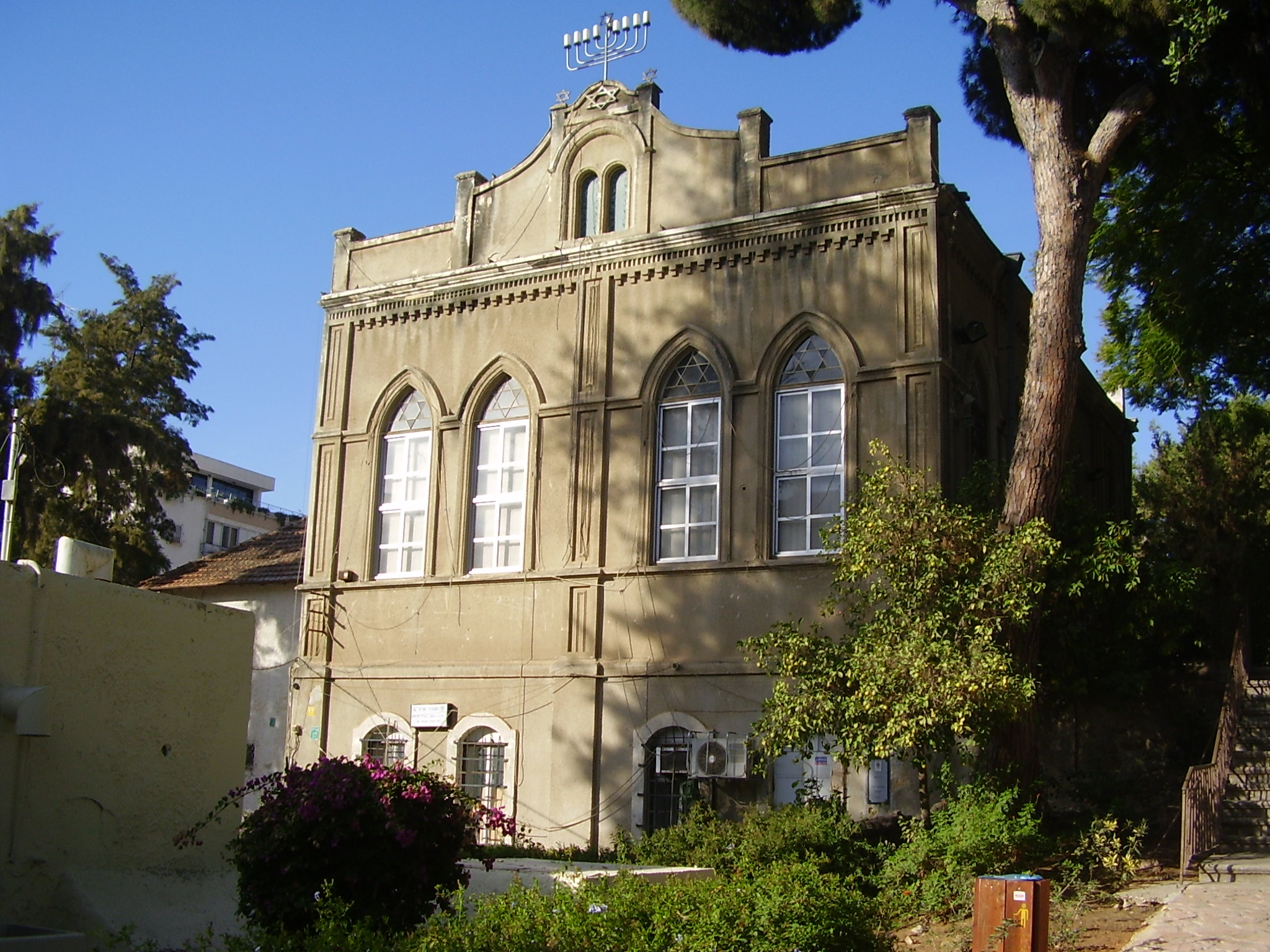

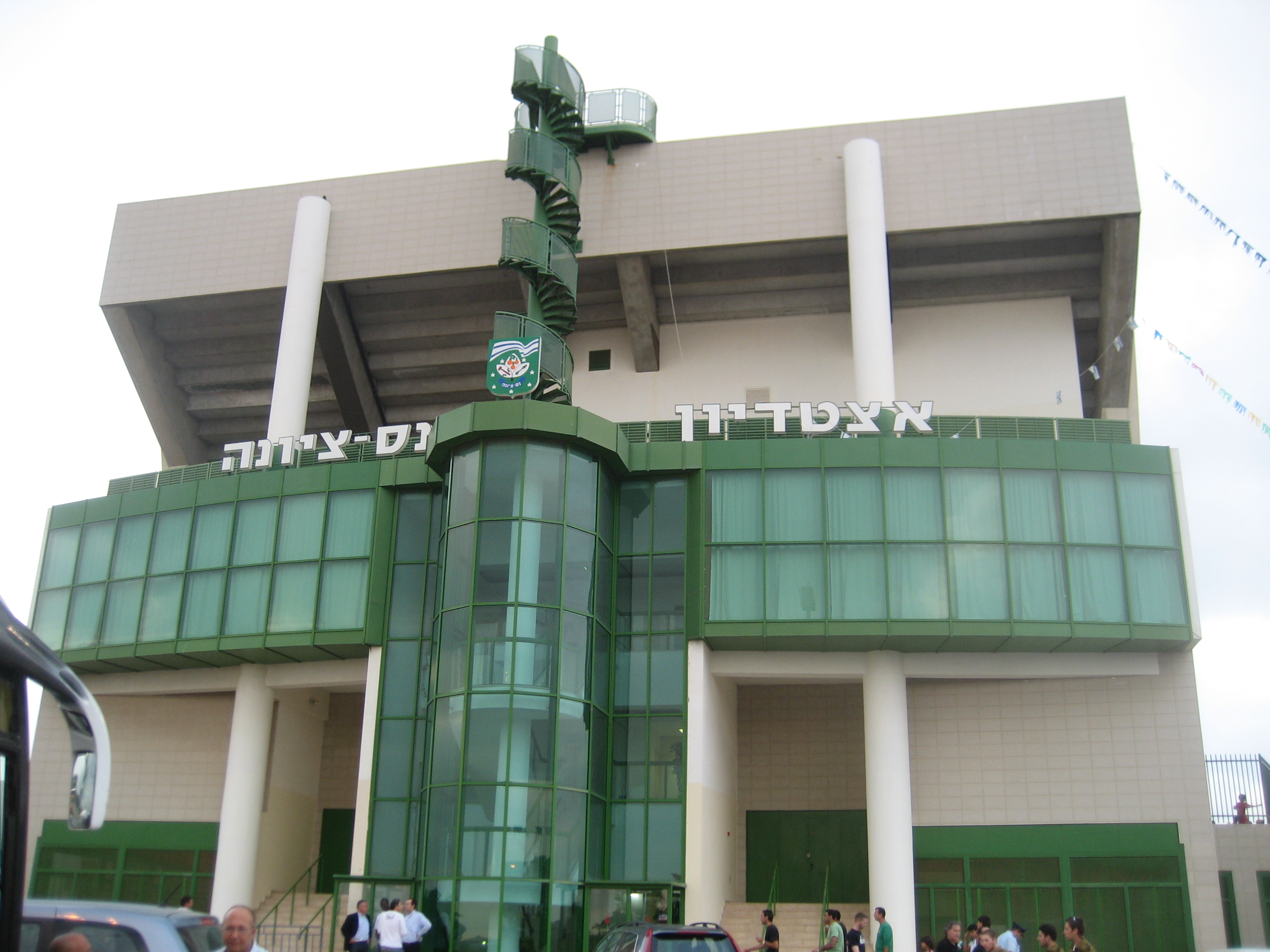

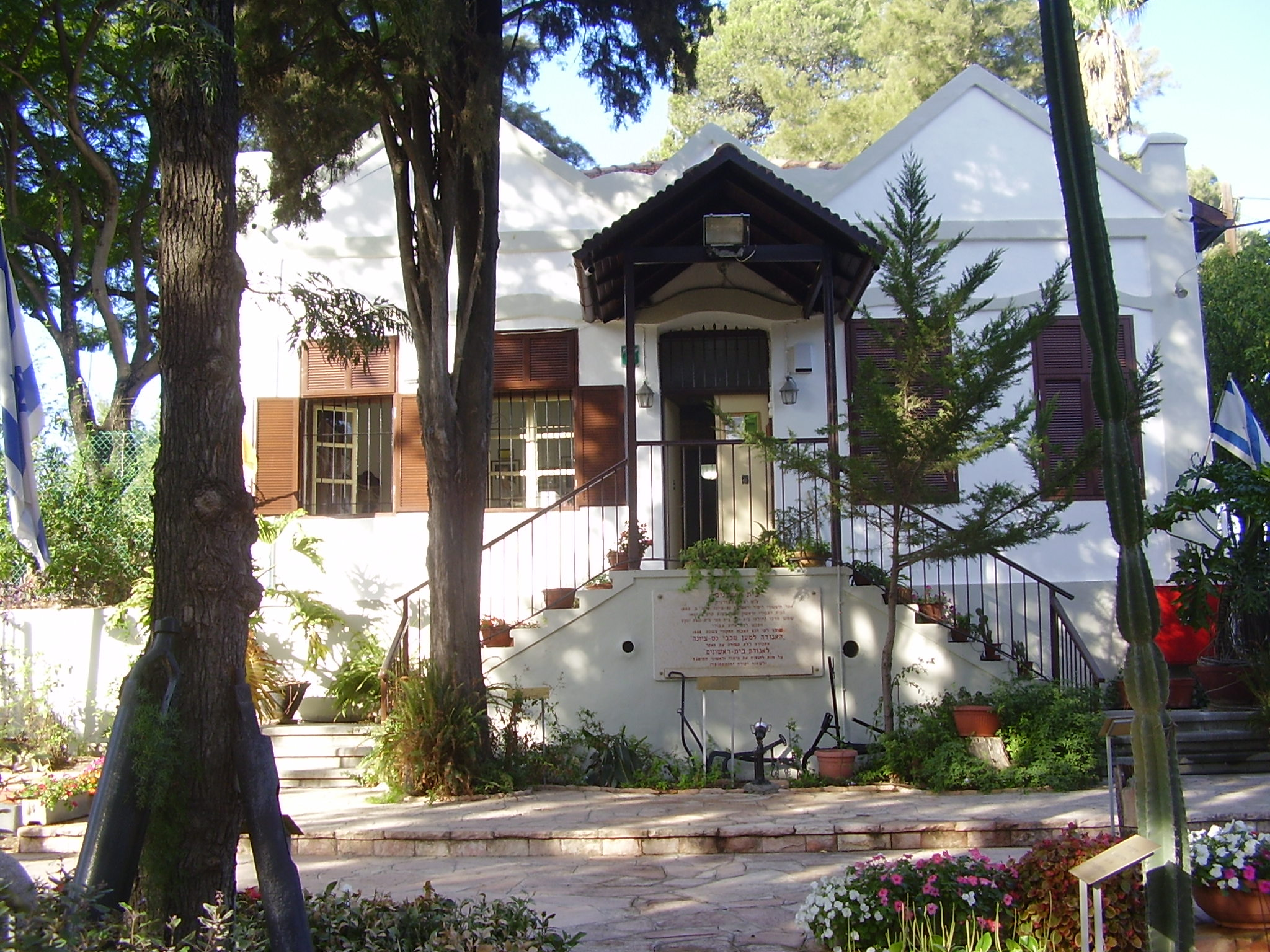

内斯锡安纳（羅馬化：Nes Tziyona）是以色列中央區的城市，位於該國中部，始建於1883年，面積15.58平方公里，海拔高度20米，2024年人口50,207，人口密度每平方公里1,738人。

## 外部連結
- Official website （页面存档备份，存于）